# Malaysische Basketballnationalmannschaft der Damen
Die malaysische Basketballnationalmannschaft der Damen ist die Auswahl malaysischer Basketballspielerinnen, welche die Malaysia Basketball Association auf internationaler Ebene, beispielsweise in Freundschaftsspielen gegen die Auswahlmannschaften anderer nationaler Verbände, aber auch bei internationalen Wettbewerben repräsentiert. Größte Erfolge waren die Teilnahmen an den Weltmeisterschaften 1979 in Südkorea und 1990 im eigenen Land. Im Jahr 1957 trat der nationale Verband dem Weltverband Fédération Internationale de Basketball (FIBA) bei. Im November 2013 wurde die Mannschaft auf dem 41. Rang der Weltrangliste der Frauen geführt.

## Internationale Wettbewerbe

### Malaysia bei Weltmeisterschaften
Die Mannschaft Malaysias konnte bisher zweimal an einer Weltmeisterschaft teilnehmen:
| - 1953: nicht teilgenommen - 1957: nicht teilgenommen - 1959: nicht teilgenommen - 1964: nicht qualifiziert - 1967: nicht qualifiziert - 1971: nicht qualifiziert - 1975: nicht qualifiziert - 1979: 11. Platz - 1983: nicht qualifiziert | - 1986: nicht qualifiziert - 1990: 16. Platz - 1994: nicht qualifiziert - 1998: nicht qualifiziert - 2002: nicht qualifiziert - 2006: nicht qualifiziert - 2010: nicht qualifiziert - 2014: nicht qualifiziert |

### Malaysia bei Olympischen Spielen
Bisher gelang es der Mannschaft nicht sich für die olympischen Basketballwettbewerbe zu qualifizieren.

### Malaysia bei Asienmeisterschaften
Die Mannschaft kann bisher 22 Teilnahmen an der Asienmeisterschaft vorweisen.
| - 1965: 5. Platz - 1968: 5. Platz - 1970: 4. Platz - 1972: nicht teilgenommen - 1974: nicht teilgenommen - 1976: 4. Platz - 1978: 4. Platz - 1980: 4. Platz - 1982: 6. Platz - 1984: 5. Platz - 1986: 6. Platz - 1988: 5. Platz - 1990: 5. Platz | - 1992: nicht qualifiziert - 1994: 9. Platz - 1995: 10. Platz - 1997: 8. Platz - 1999: 7. Platz - 2001: 9. Platz - 2004: 6. Platz - 2005: 8. Platz - 2007: 6. Platz - 2009: 7. Platz - 2011: 7. Platz - 2013: 8. Platz - 2015 |